# Avitta ophiusalis
Avitta ophiusalis là một loài bướm đêm trong họ Noctuidae.